# Porta San Giovanni (Roma)
Porta San Giovanni ou Porta de São João é um portão na Muralha Aureliana de Roma, Itália, cujo nome é uma referência à vizinha Arquibasílica de São João de Latrão.

## História
A Porta San Giovanni' é composta de um grande arco único construído pelo papa Gregório XIII em "opera forse" por Giacomo della Porta ou, alternativamente, por Giacomo del Duca, que já havia colaborado com Michelangelo na Porta Pia. A confusão acontece por que as obras da época falam apenas de um "famoso arquiteto chamado Giacomo". A tradição popular insiste que o arquiteto foi Della Porta, pois ele teria morrido no portão "que ele havia construído" de uma violenta indigestão provocada por melões e melancias quando volta de uma viagem a Castelli Romani.
Inaugurado em 1574 pelo papa Gregório XIII, sua construção foi parte da reorganização da região do Latrão para facilitar o tráfego indo e vindo do sul da Itália. Sua inauguração levou ao fechamento definitivo do portão vizinho, muito mais imponente, a Porta Asinária, da época de Aureliano, que, na década de 1570, já não dava mais conta de comportar o tráfego e já estava quase inutilizado pela progressiva elevação do nível da rua.
Seu projeto foi concebido mais como uma entrada de uma villa do que uma obra defensiva, sem torres laterais, ameias e baluartes, e marcada por uma pronunciada rusticação e por um esquema decorativo simples composto de uma grande cabeça barbada no alto do arco do lado exterior. Na inscrição sobre o arco se lê:
| “ | GREGORIVS XIII PONT. MAX PVBLICAE VTILITATI ET VRBIS ORNAMENTO VIAM CAMPANAM CONSTRAVIT PORTAM EXSTRVXIT ANNO MDLXXIIII PONT. III | ” |

A a estrada dá acesso à Via Campana (moderna Via Ápia Nova), que, em seus cinco primeiros quilômetros, segue o trajeto da antiga Via Asinária, e depois o da Via Labicana. Presume-se que o nome "Via Campana" seja uma referência ao destino final da estrada, a Campânia, e à Campagna, que ela atravessa.
Além dos eventos históricos e militares retratados em seus relevos, a Porta San Giovanni está ligada à uma antiga tradição popular romana, atualmente quase desaparecida, a "notte di San Giovanni", em 23 de junho, com sua grande festa. Segundo a lenda, nesta noite o fantasma de Herodíades, que convenceu seu marido, Herodes Antipas, a decapitar São João Batista, organiza um sabá nos riachos de Latrão. Para espantar as bruxas, os romanos organizavam uma grande festa com chocalhos e fogos-de-artifício.
O moderno quartiere Appio-Latino, agora do lado de fora do portão, foi criado em 1926 sobre casas, vinhedos, cabanas, estalagens e riachos da região. Para manter o portão viável, em 1926, duas portas menores foram abertas dos lados, ainda hoje visíveis.